# 奥田亀造
奥田 亀造（おくだ かめぞう、明治5年3月8日（1872年4月15日） - 昭和19年（1944年）3月24日）は、日本の実業家・漁業家（オツタートロール漁業の先覚者、機船底曳網漁業の創始、角輪組設立）、政治家（衆議院議員、貴族院議員）

。

## 略歴
- 1872年 - 鳥取県岩井郡大谷村（現・岩美郡岩美町大字大谷）の地引き網の網元・奥田周蔵、きよの長男として生まれる。
- 1898年 - 神戸市で開催された第2回水産博覧会に鳥取県出品人総代として参加。10月17日から約30日出席し啓発を受ける。
- 1902年 - 八尺漁船二隻、五尺肩漁船一隻で五月六日から翌年一月四日まで韓国東北海岸漁業探検を実施。江原道猪津を根拠地として試漁を行う。
- 1904年 - オツタートロール汽船海光丸（152トン木造）を建造。試験操業を行うが各地で反対運動が起き挫折[3]。
- 1908年 - 東京に遠洋漁業角輪商会を合資会社で設立。
- 1913年 - 江原道霊津に株式会社角輪組（資本金150万円）を設立。
- 1915年 - 一艘曳小型底曳網漁業（五トン級）を考案普及。
- 1916年 - 朝鮮半島東河岸-下関間の鮮魚氷蔵直送を実現。
- 1917年 - 第13回衆議院議員総選挙に鳥取県から立候補、郡部選挙区（定員3名）で当選。両院議員百数十名をもって水産同志会を結成し理事長に就任。政友会代議士として水産振興に尽力。
- 1920年 - 第14回衆議院議員総選挙で小選挙区制導入。八頭・岩美両郡を選挙区とする第2区に立候補するが落選。
- 1925年 - 貴族院多額納税者議員選挙に推されて当選（鳥取県定員1名、1925年9月29日就任[4]）。角輪組社長を実弟・徳田平市に譲り退任[5]。その後、1932年に引退するまで貴族院議員を7年間つとめる。
- 1934年 - 第2次東京市会疑獄（瓦斯疑獄）で起訴されていたが、無罪判決を受けた[6]。
- 1944年 - 東京下谷区上根岸（現・東京都台東区根岸）において逝去。

## 実業家として
第2回水産博覧会で朝鮮半島沿岸漁場とオッタートロールの知識を得、まず、オッタートロールに関し、1901年に鳥取県知事に山陰沖の漁業権許可を申請したが、反対運動が起きたため香川輝知事は拒否を決せずこれを握り潰した。

他方、朝鮮半島沿岸漁場に関しては、1902年から1903年にかけて、韓国東北海岸漁業探検を実施、相当の漁獲をあげられることを確認した。

1904年には寺田祐之知事の賛意を得てオツタートロール汽船海光丸を建造。農商務省の命により和歌山湾で試験を行い好成績を得たが、地元漁民の反対に遭い漁を断念。山陰沖、朝鮮沿海、銚子沖と廻航したが、いずれの地でも反対運動が起き、銚子港で海光丸は放火され地元漁民6名が逮捕された。その後は銚子漁民と邂逅し、米国から捕鯨船を輸入して金華山沖で漁に挑んだが失敗に終わった。

朝鮮半島では、1902年の江原道猪津の漁民との共同事業契約を嚆矢とし

、その後、定置網の一種である大敷網漁で成功。1913年には江原道霊津を本拠地と定め、慶尚北道の甫項、九竜浦、方漁津、江原道の厚甫里、墨湖、注文津、長箭、咸鏡南道の元山、新浦、咸鏡北道の城津、清津等を基地として全国23カ所で事業を展開した

。

## 政界入り
1917年、鳥取県より衆議院議員に当選。両院議員百数十名をもって水産同志会を結成し、理事長として海国日本の水産業の近代化に努めた。また、1925年に貴族院に当選すると水産事業を実弟の徳田平市に譲り、1911年まで国政に参画した。

その間、水産振興とともに農業改革とその根底となる土地制度の改革に取り組んだ。特に農業保険、農民保険は焦眉の急として熱意を持ち、自らも八千代生命保険株式会社を買い取り取締役社長に就任したがこれを果たすことはできなかった。

## 人物像
- 衆議院議員当選の際の奮闘史には「家は小野篁の後裔で代々地方の豪族に數へられ、奥田氏に至って家系十九代」と記されている。[15]
- 小学校卒業後は父親の仕事を手伝い、自らを「呑海漁長」と号す。また「先祖は海賊」が口癖だった。
- 1903年の朝鮮海通漁組合聯合会報では、亀造の氏名を「奥田亀蔵」と記載している。このため､その後の水産業関係の文献では「亀蔵」との表記が多い。なお、本人が水産第8巻第1号のために執筆した『水産界の喫急問題』でも、誌上での著者名は「奥田亀藏」としている。
- 徳富蘇峰をして「海の魔王」と評せしめた。
- 晩年は「陶水」と号した。

## 著作

### 著作
- 『労働問題の帰趨　附帝国の緊急国是』 青年公論社 1919年
- 『農村救済　土地制度改革論』 農村文化協会 1927年

### 論文
- 『海国主義の徹底』 経済時報第176号 pp6-18 経済時報社 1915年
- 『海国主義の徹底』 水産界第418号 pp74-86 大日本水産会 1917年
- 『水産立国を高調す』 実業之世界第15巻第8号 pp38-44 実業之世界社 1918年
- 『水産界の喫急問題』 水産第8巻第1号 pp7-9 水産社 1920年
- 『土地制度改革論』 帝国農会報第17巻第3号 pp99-109 帝国農会 1927年